# Мегрет
Мегрет (англ. Magrath) — містечко в Канаді, у провінції Альберта, у складі муніципального району Кардстон.

## Населення
За даними перепису 2016 року, містечко нараховувало 2374 особи, показавши зростання на 7,1%, порівняно з 2011-м роком. Середня густина населення становила 396,4 осіб/км².
З офіційних мов обидвома одночасно володіли 50 жителів, тільки англійською — 2 295, а 5 — жодною з них. Усього 80 осіб вважали рідною мовою не одну з офіційних, з них 5 — українську.
Працездатне населення становило 1 030 осіб (60,9% усього населення), рівень безробіття — 4,9% (4,3% серед чоловіків та 4,4% серед жінок). 83% осіб були найманими працівниками, а 17% — самозайнятими.
Середній дохід на особу становив $41 596 (медіана $29 747), при цьому для чоловіків — $55 801, а для жінок $28 330 (медіани — $41 195 та $23 531 відповідно).
27,2% мешканців мали закінчену шкільну освіту, не мали закінченої шкільної освіти — 19,2%, 53,3% мали післяшкільну освіту, з яких 41,7% мали диплом бакалавра, або вищий, 10 осіб мали вчений ступінь.
| Статево-вікова структура населення | Статево-вікова структура населення | Статево-вікова структура населення | Статево-вікова структура населення | Статево-вікова структура населення |
| ---------------------------------- | ---------------------------------- | ---------------------------------- | ---------------------------------- | ---------------------------------- |
|                                    |                                    |                                    |                                    |                                    |
| Всього                             | Всього                             | 49,8%50,2%                         |                                    |                                    |
| 0 — 14 років                       | 0 — 14 років                       |                                    | 25,7%                              | 25,7%                              |
| 15 — 64 років                      | 15 — 64 років                      |                                    | 56,8%                              | 56,8%                              |
| 65 і більше                        | 65 і більше                        |                                    | 17,5%                              | 17,5%                              |
| 85 і більше                        | 85 і більше                        |                                    | 3,4%                               | 3,4%                               |
| Середній вік (років)               | Середній вік (років)               | 36,439,2                           | 37,8                               | 37,8                               |
| Медіана (років)                    | Медіана (років)                    | 34,037,3                           | 36,0                               | 36,0                               |
| — чоловіки — жінки                 |                                    |                                    |                                    |                                    |

| Походження мешканців:     | Походження мешканців:     | Походження мешканців: | Походження мешканців: | Походження мешканців: |
| ------------------------- | ------------------------- | --------------------- | --------------------- | --------------------- |
| Походження                |                           |                       | осіб                  | %                     |
| Корінні американці        | Корінні американці        |                       | 175                   | 7.37%                 |
| Інше північноамериканське | Інше північноамериканське |                       | 875                   | 36.86%                |
| Європейське               | Європейське               |                       | 1 830                 | 77.09%                |
| британське                | британське                |                       | 1 520                 | 64.03%                |
| французьке                | французьке                |                       | 240                   | 10.11%                |
| українське                | українське                |                       | 35                    | 1.47%                 |
| Латинськоамериканське     | Латинськоамериканське     |                       | 25                    | 1.05%                 |
| Африканське               | Африканське               |                       | 40                    | 1.68%                 |
| Азійське                  | Азійське                  |                       | 35                    | 1.47%                 |
| Океанійське               | Океанійське               |                       | 25                    | 1.05%                 |

| Зайнятість населення за галузями (за класифікацією NOC): | Зайнятість населення за галузями (за класифікацією NOC): | Зайнятість населення за галузями (за класифікацією NOC): | Зайнятість населення за галузями (за класифікацією NOC): | Зайнятість населення за галузями (за класифікацією NOC): |
| -------------------------------------------------------- | -------------------------------------------------------- | -------------------------------------------------------- | -------------------------------------------------------- | -------------------------------------------------------- |
|                                                          |                                                          |                                                          |                                                          |                                                          |
| Управління                                               | Управління                                               |                                                          | 10,7%                                                    | 10,7%                                                    |
| Бізнес, фінанси та адміністрування                       | Бізнес, фінанси та адміністрування                       |                                                          | 12,1%                                                    | 12,1%                                                    |
| Природничі та прикладні науки                            | Природничі та прикладні науки                            |                                                          | 5,8%                                                     | 5,8%                                                     |
| Охорона здоров'я                                         | Охорона здоров'я                                         |                                                          | 11,7%                                                    | 11,7%                                                    |
| Освіта, правозахист, муніципальні та урядові служби      | Освіта, правозахист, муніципальні та урядові служби      |                                                          | 17%                                                      | 17%                                                      |
| Мистецтво, культура, відпочинок та спорт                 | Мистецтво, культура, відпочинок та спорт                 |                                                          | 2,9%                                                     | 2,9%                                                     |
| Роздрібна торгівля та послуги                            | Роздрібна торгівля та послуги                            |                                                          | 17,5%                                                    | 17,5%                                                    |
| Гуртова торгівля, транспорт та обладнання                | Гуртова торгівля, транспорт та обладнання                |                                                          | 16%                                                      | 16%                                                      |
| Природні ресурси, сільське господарство                  | Природні ресурси, сільське господарство                  |                                                          | 3,9%                                                     | 3,9%                                                     |
| Виробництво                                              | Виробництво                                              |                                                          | 2,9%                                                     | 2,9%                                                     |

## Клімат
Середня річна температура становить 5,9°C, середня максимальна – 23,3°C, а середня мінімальна – -14,5°C. Середня річна кількість опадів – 404 мм.
| Клімат поселення                              | Клімат поселення | Клімат поселення | Клімат поселення | Клімат поселення | Клімат поселення | Клімат поселення | Клімат поселення | Клімат поселення | Клімат поселення | Клімат поселення | Клімат поселення | Клімат поселення | Клімат поселення |
| Показник                                      | Січ.             | Лют.             | Бер.             | Квіт.            | Трав.            | Черв.            | Лип.             | Серп.            | Вер.             | Жовт.            | Лист.            | Груд.            |                  |
| Середній максимум, °C                         | −0,59            | 2,83             | 7,20             | 13,16            | 18,44            | 22,33            | 23,29            | 23,30            | 18,43            | 13,05            | 5,00             | 0,30             |                  |
| Середня температура, °C                       | −7,52            | −4,11            | 0,21             | 6,22             | 11,47            | 15,37            | 17,64            | 17,65            | 12,79            | 7,40             | −0,65            | −5,35            |                  |
| Середній мінімум, °C                          | −14,48           | −11,07           | −6,73            | −0,77            | 4,51             | 8,41             | 12,00            | 12,00            | 7,12             | 1,77             | −6,31            | −11              |                  |
| Норма опадів, мм                              | 17               | 13               | 25               | 32               | 59               | 77               | 41               | 44               | 42               | 21               | 17               | 16               |                  |
| Середньомісячна швидкість вітру, м/с          | 4.70             | 4.40             | 4.60             | 4.67             | 4.50             | 4.10             | 3.70             | 3.60             | 3.90             | 4.50             | 4.80             | 4.78             |                  |
| Середньомісячна сонячна радіація, кДж/м²·день | 4479             | 7991             | 13154            | 17300            | 20865            | 22188            | 23832            | 20411            | 14677            | 8883             | 4763             | 3595             |                  |
| --------------------------------------------- | ---------------- | ---------------- | ---------------- | ---------------- | ---------------- | ---------------- | ---------------- | ---------------- | ---------------- | ---------------- | ---------------- | ---------------- | ---------------- |
| Джерело:                                      |                  |                  |                  |                  |                  |                  |                  |                  |                  |                  |                  |                  |                  |

## Галерея

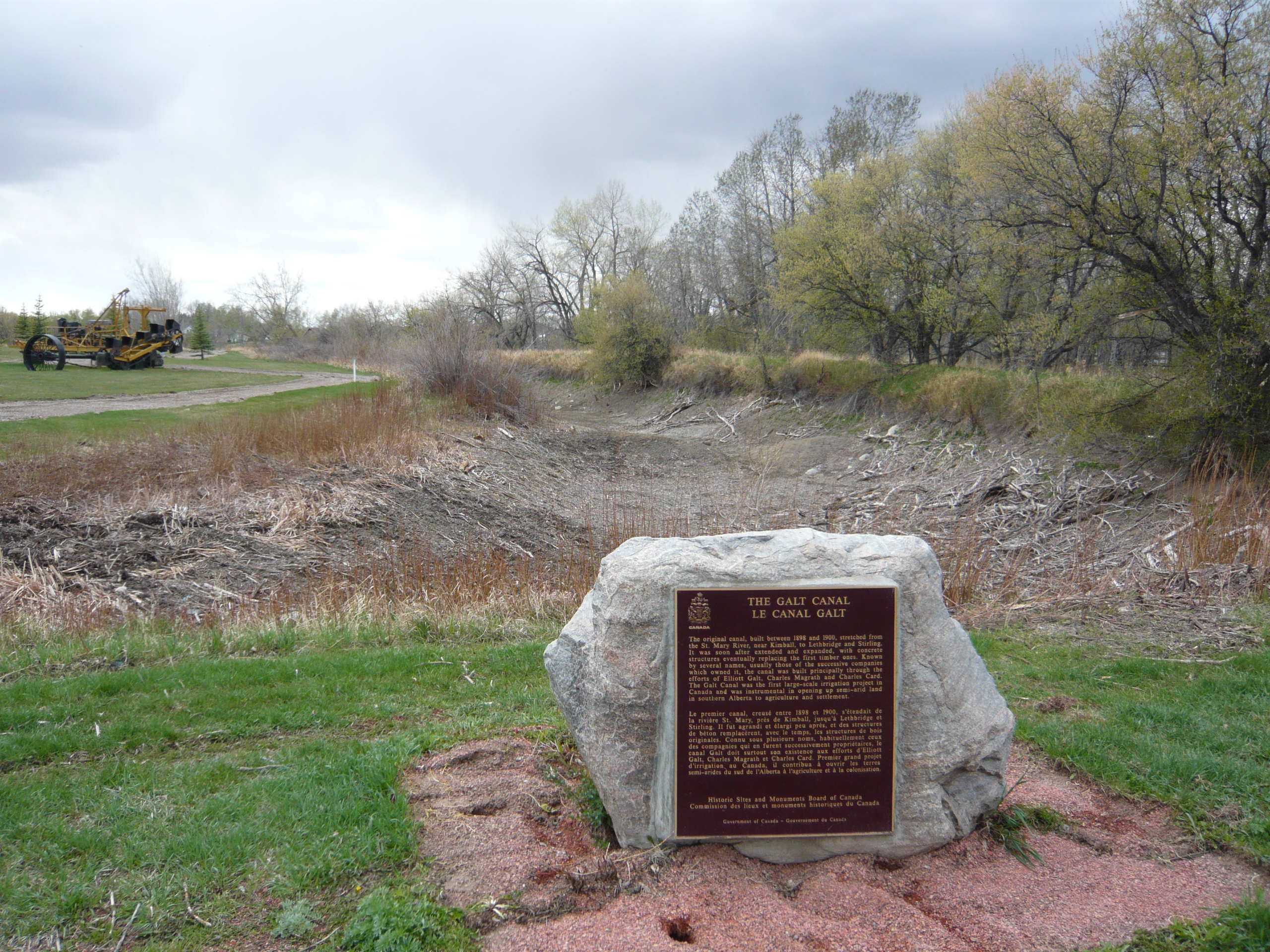
Іригаційний канал Галт та меморіальна дошка на честь національної історичної події
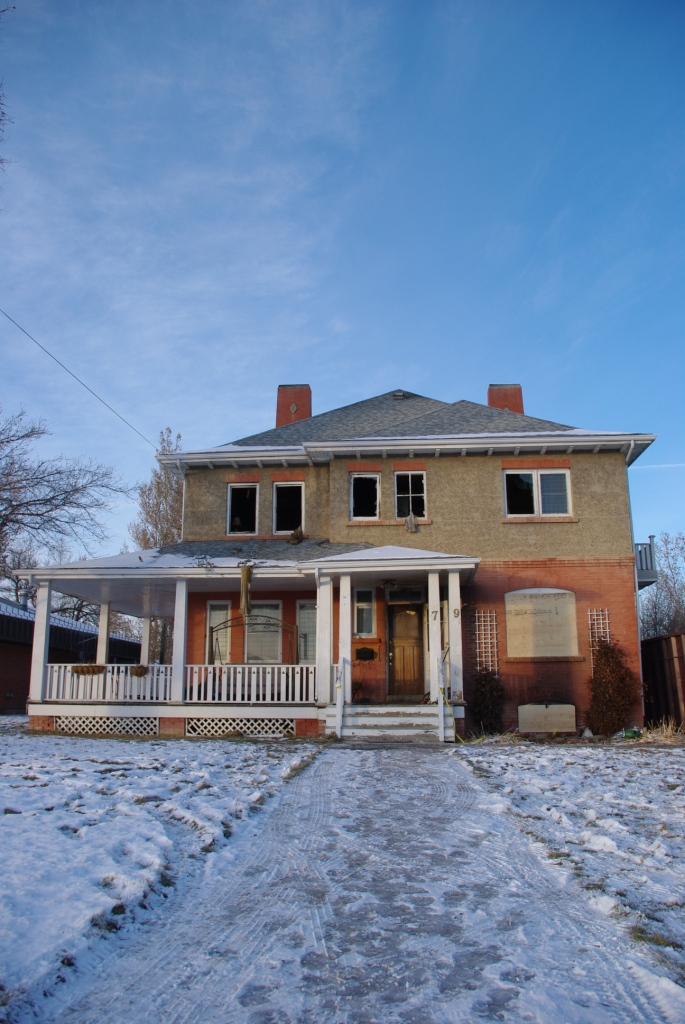
Гаркер-гаус
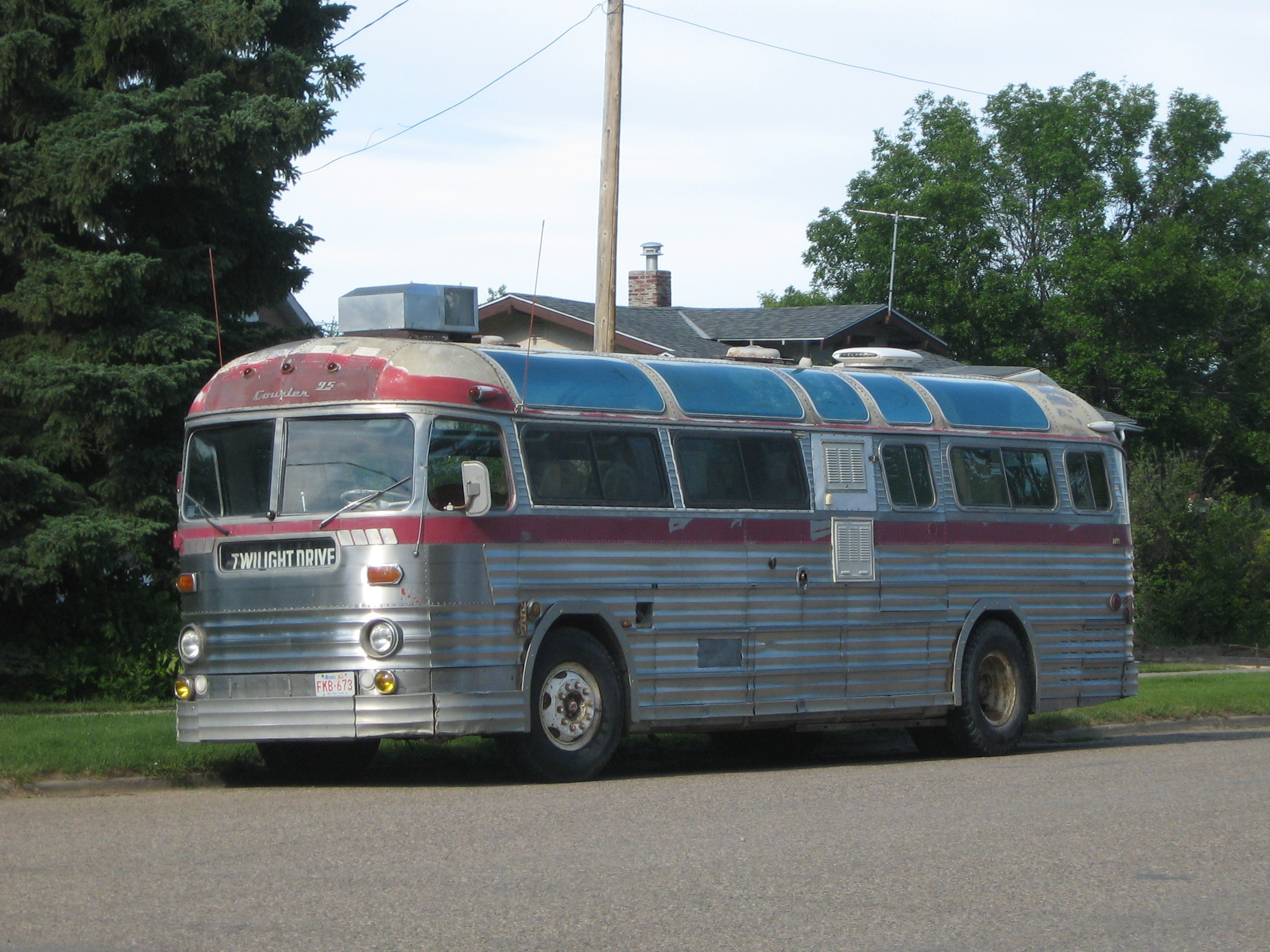
Старий автобус